# Citroën DS5
De DS5 is een auto van DS Automobiles en is een cross-over en het derde model in de DS-lijn, na de DS3 en DS4. Tot 2015 was dit een type van het merk Citroën, waarna het na een afsplitsing verder is gegaan als automerk onder de vlag van PSA.
De DS5 is op 18 april 2011 op de autosalon van Shanghai in première gegaan en is begin 2012 in de verkoop gegaan. PSA verwachtte destijds in Europa tussen de 35.000 en 45.000 DS5's te verkopen.
De DS5 werd geproduceerd van 2011 tot juli 2018.